# Antonio Possevino
Antonio Possevino (Mantova, 1533 – Ferrara, 26 febbraio 1611) è stato un gesuita, scrittore e diplomatico italiano, al servizio dello Stato Pontificio.

## Biografia
A sedici anni si recò a Roma a studiare, familiarizzò con le molte lingue e divenne segretario del cardinale Ercole Gonzaga. Nel 1559 entrò nella Compagnia di Gesù e nel 1560 fu mandato a predicare contro l'eresia in Savoia. Passato in Francia, fu ordinato sacerdote nel 1561 e predicò a Parigi, Bayonne, Rouen e altrove, convertendo molti calvinisti. Nominato rettore dei collegi di Avignone e Lione, nel 1573 divenne segretario del Preposito generale della Compagnia di Gesù, Everardo Mercuriano. Quando Giovanni III di Svezia espresse il desiderio di convertirsi al cattolicesimo, il papa, nel 1577, nominò Possevino legato speciale presso la corte svedese. Possevino negoziò anche con le corti di Baviera e Boemia per assicurare il sostegno a Giovanni in caso di complicazioni politiche. L'inviato gesuita, vestito da secolare, fu ricevuto con grande onore in Svezia, e il re fece la sua professione di fede cattolica.
Molte difficoltà sorsero quando furono discusse le clausole per il ristabilimento del cattolicesimo in Svezia. Possevino tornò a Roma con proposte, alcune delle quali furono giudicate inammissibili. Grazie ai suoi costanti sforzi, diversi collegi (il Collegio Germanico di Roma, quelli di Braunsberg, Fulda, Olmütz, Praga e altri) ammisero giovani studenti svedesi, con l'obiettivo di formare un clero cattolico nazionale. Alla fine del 1578 tornò in Svezia come nunzio e vicario apostolico in Scandinavia. Lungo il viaggio, visitò di nuovo il Duca di Baviera, il re di Polonia e l'imperatore. Sconcertato dal rifiuto di Roma di accettare i termini posti dal re, e ostacolato dai protestanti, che erano superiori in numero e influenza, Possevino non poté far altro che confortare e incoraggiare i pochi cattolici rimasti in Svezia. Mostrò la più grande pietà in occasione di un'epidemia, quando i malati furono abbandonati dai ministri protestanti.

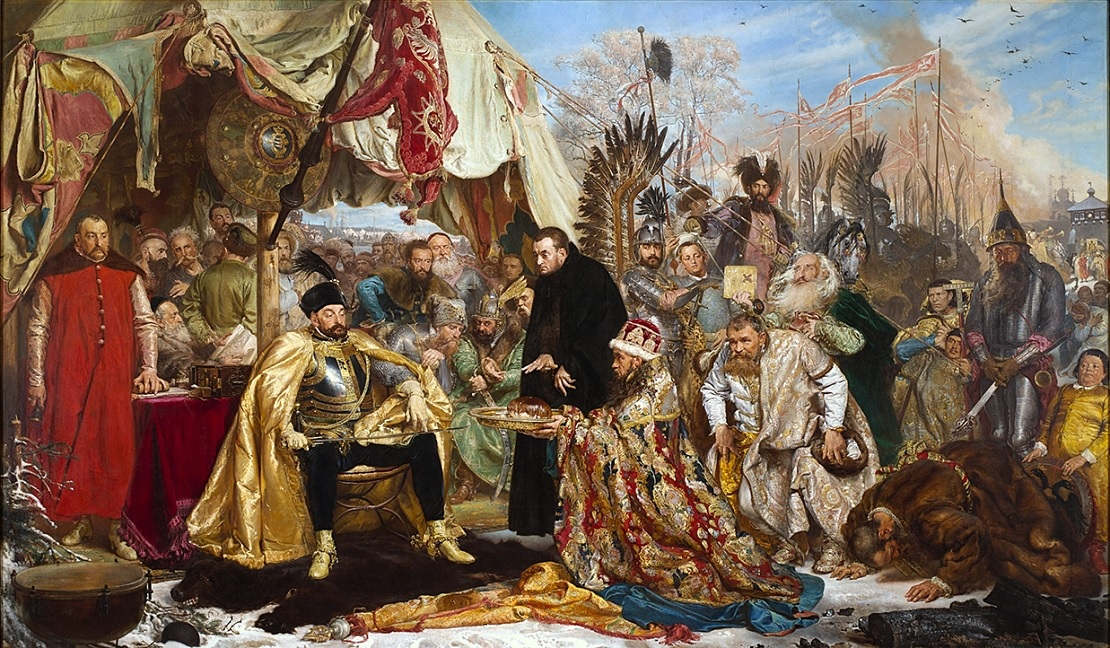
L'armistizio di Jam Zapolski tra polacco-lituani e Russia. Al centro il p. Antonio Possevino

Nel 1580 si trasferì a Roma. Nel frattempo lo zar Ivan IV cercò la mediazione del papa per concludere la pace con Stefano I Báthory, re di Polonia. Possevino fu inviato come legato pontificio (1581) per negoziare la riunione della Chiesa ortodossa russa con Roma. Le trattative con gli ambasciatori russi in Polonia si rivelarono vane, poiché il re di Polonia insisteva nel trarre profitto dai suoi successi militari, e Possevino andò in Russia per trattare direttamente con lo zar. Stabilì saggiamente come condizioni preliminari di pace con la Polonia la libertà di culto per i cattolici stranieri in Russia e il libero passaggio per i legati pontifici. 15 gennaio 1582 lo Zar, costretto dalle vittorie polacche, firmò il trattato di Jam Zapolski con i polacco-lituani. Possevino lasciò Mosca carico di onori ma non si illuse sul successo dei suoi sforzi: Ivan il Terribile aveva negoziato con il papa solo per ingannare sia Roma che la Polonia. Ritornato a Roma, Possevino fu immediatamente rimandato in Polonia come nunzio, per indurre il re a combattere l'eresia in Livonia e in Transilvania. Possevino visitò di persona queste regioni, predicando e dibattendo con gli eretici.
Nel 1583 Possevino partecipò alla gran Dieta di Varsavia e aiutato dal Cardinale Radziwiłł, dall'Arcivescovo  di Gnesno e Varsavia, Primate di Polonia e dal Cancelliere Zamoski, fece prendere alla Dieta risoluzioni favorevoli alla Fede Cattolica. I suoi sforzi furono inefficaci nei trattati tra la Polonia e l'imperatore, per i quali andò due volte alla Corte di Rodolfo II. Rimase ancora nel Nord Europa, predicando in Livonia, Sassonia, Boemia e Transilvania, scrivendo trattati contro i novatori e distribuendo libri sulla dottrina cattolica. Fece molti sforzi per la riconciliazione con i ruteni ed ebbe un ruolo determinante nella fondazione del collegio dei gesuiti a Vilna. Scrisse trattati contro i nemici della riunione. Grazie ai suoi sforzi il Collegium Hosianum di Braunsberg fu ampliato per accogliere studenti svedesi e ruteni; a Olmütz e Cluj-Napoca, in Transilvania, furono creati collegi con scopi simili. Nel 1587 fu invitato a insegnare teologia a Padova, dove rimase per quattro anni. Tra i suoi discepoli c'era San Francesco di Sales. Ritornato a Roma, si dedicò agli studi teologici, storici e filosofici. Avendo avuto un ruolo importante nel riconoscimento di Enrico IV di Francia, fu espulso da Roma dal partito spagnolo. Si dedicò allora a lunghi viaggi di studio, visitò le biblioteche d'Italia alla ricerca di libri, come aveva fatto in precedenti occasioni, ottenendo il generoso sostegno di Palo V.
Antonio Possevino rappresenta il modello del letterato e diplomatico gesuita, capace di svolgere importanti missioni politiche, fondare scuole di scienze e lettere e di applicarsi con uguale assiduità a protocolli diplomatici e autori classici. Se non avesse incontrato difficoltà insormontabili in Svezia e in Russia e nel negoziare i trattati tra la Polonia e l'impero, avrebbe lasciato una traccia ancora più profonda nella storia politica della Chiesa e dell'Europa. I suoi scritti includono Moscovia (Vilna, 1586), un'importante saggio sulla storia russa; Del sacrificio della Messa seguita da un'appendice Riposta a P. Vireto (Lione, 1563); Il soldato cristiano (Roma, 1569); Notæ verbi Dei et Apostolicæ Ecclesiæ (Posen, 1586). I suoi lavori più celebri sono l'Apparatus sacer ad Scripturum veteris et Novi Test. (Venezia, 1603-06), dove registra e analizza più di 8000 libri che trattano la Sacra Scrittura; e la Bibliotheca selecta (Roma, 1593), trattato sul metodo di studio, insegnamento e uso pratico delle varie scienze; la seconda parte contiene una bibliografia critica di varie scienze. (Diversi capitoli di questo libro sono stati pubblicati separatamente). Parti delle sue lettere furono pubblicate da A. M. Graziano Borgo in De scriptis ab Ant. Possevino ad Aloysium fratrem litteris (Firenze, 1645-46).

## Opere

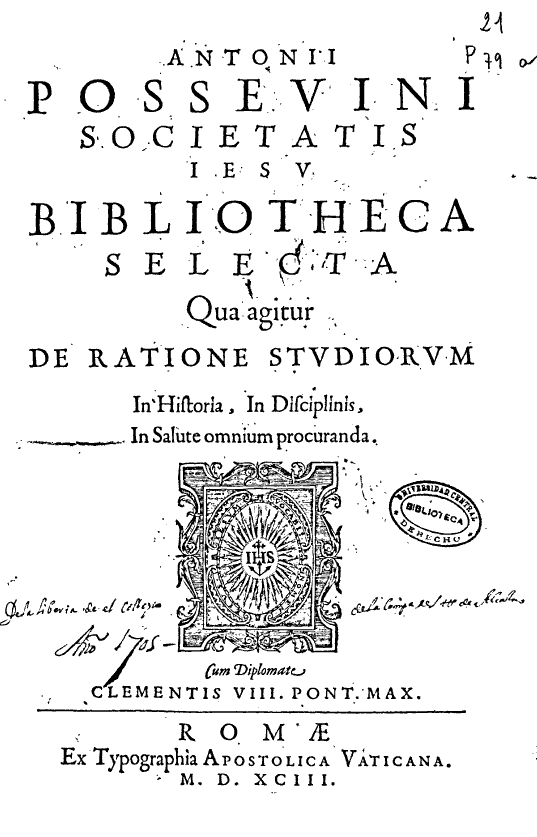
Frontespizio della Bibliotheca selecta de ratione studiorum in Historia, In Disciplinis, in salute omnium procuranda. La Bibliotheca selecta è una grande opera bibliografica, pubblicata in due volumi in folio dallo stampatore vaticano Domenico Basa nel 1593.

- (LA) Apparatus sacer ad scriptores Veteris et Novi Testamenti, anche semplicemente chiamato Apparatus sacer, è una delle opere più celebri di Antonio Possevino (l'altra è Bibliotheca selecta). Si impose durante il suo secolo, come una delle iniziative bibliografiche di maggiore spicco d'Italia. L'opera è divisa in 3 tomi, contiene circa ottomila autori, 30.000 opere e venne pubblicata nel 1606 a Venezia;
- Del sacrificio dell'altare (Lione, 1563);
- Risposta a Pietro Vireto, a Nicolò Balbani et a due altri heretici (Avignone, 1566);
- Il soldato cristiano (Roma, 1569);
- (LA) Notæ verbi Dei et Apostolicæ Ecclesiæ (Poznań, 1586);
- (LA) Antonio Possevino, Moscovia, Vilnius, apud Ioannem Velicensem, 1586.
- (LA) Antonio Possevino, Iudicium de Nuae militis Galli, Ioannis Bodini, Philippe-Mornaei et Nicolai Machiavelli quibusdam scriptis, Roma, apud Ioannem Baptistam Bvysson, 1592. II edizione: Lione, 1593;
- (LA) Antonio Possevino, Bibliotheca selecta qua agitur de ratione studiorum in historia, in disciplinis, in salute omnium procuranda, vol. 1, Roma, ex Typographia Apostolica Vaticana, 1593.
- (LA) Antonio Possevino, Bibliotheca selecta qua agitur de ratione studiorum in historia, in disciplinis, in salute omnium procuranda, vol. 2, Roma, ex Typographia Apostolica Vaticana, 1593.
- (LA) Antonio Possevino, Apparatus ad omnium gentium historiam, Venezia, Giovanni Battista Ciotti, 1597.
- Antonio Possevino (con lo pseudonimo di Giovanni Filoteo di Asti), Nuova risposta di giovanni Filoteo di Asti alla lettera di un theologo incognito scritta ad un sacerdote suo amico sopra le censure, et interdetto di Papa Paolo V. contro la Signoria di Venezia, Bologna, Stamperia archiepiscopale, 1606.
- Antonio Possevino, Risposta del sig. Paolo Anafesto all'auuiso del sig. Antonio Quirino, nobili venetiani, circa la scommunica della santità di papa Paolo V. contro il Duce, & Senato di Venetia, Bologna, per Bartolomeo Cochi, 1607.